# Balassi-kard Borpáholy
A Balassi Kard Borpáholy a magyar gyökerű nemzetközi irodalmi díjhoz, a Molnár Pál által alapított Balassi Bálint-emlékkard elnevezésű nemzetközi elismeréshez kapcsolódó borászok együttes megnevezése. Az évente egyszer borvidékről borvidékre, borfajtáról borfajtára vándorló Balassi-kard borseregszemle győztesei válnak a páholy tagjaivá. A győztes borászok külön együttes tevékenységet nem folytatnak, a borpáholy keretében nem találkoznak. A borseregszemlén helyi hegyközség és a Balassi Bálint-emlékkard testülete - fele-fele arányban képviselve - szavazással választja ki azt a bort, amellyel a következő évben a győztes borász a nemzetközi közönség előtt megjutalmazhatja az akkor kitüntetendő magyar költőt és külföldi műfordítót. A Balassi-kard borseregszemle jelmondata: A férfias fajták versenye, így a Balassi Kard Borpáholy tagjai férfias borok alkotójaként szerezhetnek ismertséget a Balassi Kard Borpáholy révén.

## Kialakulása
- 2005. Balaton-felvidék. Balassi-kard Főbor. Tóth Sándor
- 2006. Eger. Balassi-kard Bikavér. Dula Bence
- 2007. Villány. Balassi-kard Kékoportó. Szende Gábor
- 2008. Badacsony. Balassi-kard Kéknyelű. Dobosi Dániel
- 2009. Balatonfüred. Balassi-kard Rizling. Varga Zoltán
- 2010. Tokaj. Balassi-kard Furmint. Áts Károly
- 2011. Szekszárd. Balassi-kard Kadarka. Heimann Zoltán
- 2012. Sopron. Balassi-kard Kékfrankos. Linzer Sámuel
- 2013. Izsák. Balassi-kard Sárfehér. Varga Árpád
- 2014. Mád. Balassi-kard Aszú. Bai Edit
- 2015. Eger. Balassi-kard Egri Csillag. Thummerer Vilmos
- 2016. Mór. Balassi-kard Ezerjó. Bozóky Péter
- 2017. Pécs. Balassi-kard Cirfandli. Hárs Tibor[1]
- 2018. Hegyalja. Balassi-kard Hárslevelű. Bárdos Sarolta
- 2019. Villány. Balassi-kard REDy. Kovács László
- 2021 január. Gyöngyös. Balassi-kard Mátrai Olaszrizling. Molnár Gábor (Abasár)
- 2021 augusztus. Eger. Egri kékfrankos. Szuromi Mihály (Andornaktálya)
- 2023 január. Bükki Borvidék, Bogács. Kabar. Borbély Roland (Miskolc)
- 2023 november. Pannonhalmi Borvidék, Nyúl. Rajnai Rizling. Hangyál Balázs.
- 2024 december. Badacsonyi Borvidék, Nemesgulács. Badacsonyi Olaszrizling. Békési Ákos.